# Grand Lisbonne

Localisation du Grand Lisbonne

Le Grand Lisbonne – en portugais : Grande Lisboa – est une des 30 sous-régions statistiques du Portugal.
Avec la sous-région de la péninsule de Setúbal, il forme la région de Lisbonne.

## Géographie
Le Grand Lisbonne est limitrophe :
- au nord, de la sous-région Ouest,
- à l'est, de la Lisière du Tage,
- au sud et à l'est, de la péninsule de Setúbal, dont elle est séparée par la mer de Paille,
- Il a en outre une façade maritime, au sud-ouest et à l'ouest, sur l'océan Atlantique.

## Données diverses
- Superficie : 1 381 km2
- Population: 2 003 584 hab (2001) / 2 042 477 (2011)
- Densité de population : 1 450,82 hab./km2

## Subdivisions
Le Grand Lisbonne groupe neuf municipalités (conselhos ou municípios, en portugais) :
- Amadora
- Cascais
- Lisbonne
- Loures
- Mafra
- Odivelas
- Oeiras
- Sintra
- Vila Franca de Xira

1. 1 2  « Official Journal L 87/2023 », sur eur-lex.europa.eu (consulté le 13 janvier 2024)